# Segerstedtinstitutet
Segerstedtinstitutet vid Göteborgs universitet är ett nationellt resurscentrum med uppgift att bidra till ökad kunskap kring förebyggande arbete mot våldsbejakande extremism. Institutet inrättades vid Göteborgs universitet den 1 juli 2015  och invigdes 12 augusti 2015. 
Segerstedtinstitutet ska sprida kunskaper om hur, när och varför ideologiskt eller religiöst motiverade våldsutövande organisationer, grupper eller subkulturer uppkommer samt verka för systematiskt arbete bland barn och ungdomar för att förhindra och motverka uppkomsten och reproduktionen av dessa miljöer. I detta arbete samverkar Segerstedtinstitutet med offentliga aktörer och civilsamhällets organisationer. 
Föreståndare för Segerstedtinstitutet är 2019 filosofie doktor Christer Mattsson.

## Utbildning och forskning
Segerstedtinstitutet bedriver också utbildning och forskning. I utbildningarna samarbetar Segerstedtinstitutet med institutionen för pedagogik, kommunikation och lärande (IPKL) på Göteborgs universitet samt Forum för levande historia. 
Segerstedtinstitutet har (2019) forskningssamarbete med flera svenska och nordiska lärosäten. Forskningen stöds bland annat med forskningsmedel från Stiftelsen Natur & Kultur.
Segerstedtinstitutet är också värd för Toleransprojektet.   